# Yoon Hye-Young
Yoon Hye-Young (n. 15 martie 1977, Boryeong⁠(d), Coreea de Sud) este o arcașă ce a reprezentat Coreea de Sud, medaliată olimpică. A participat la o ediție a Jocurilor Olimpice (1996) în care a câștigat o medalie de aur.

## Participări
Lista de mai jos prezintă principalele competiții la care a participat Yoon Hye-Young de-a lungul carierei.
- archery at the 1996 Summer Olympics – women's team[*]